# Sint-Kruis (Pays-Bas)
Pour l’article homonyme, voir Sint-Kruis.
Sint-Kruis, (en flamand occidental : Sinte-Kruus, litt. « Sainte-Croix ») est un village appartenant à la commune néerlandaise de L'Écluse, situé dans la province de la Zélande, sur la frontière avec la Belgique. Au 1er janvier 2009, le village comptait 326 habitants.

## Histoire
Sint-Kruis fut une commune indépendante de 1796 jusqu'à 1er avril 1941 ; à cette date, la commune a été rattachée avec la commune d'Eede à la commune actuelle d'Aardenburg.

## Culture et patrimoine

### Lieux et monuments

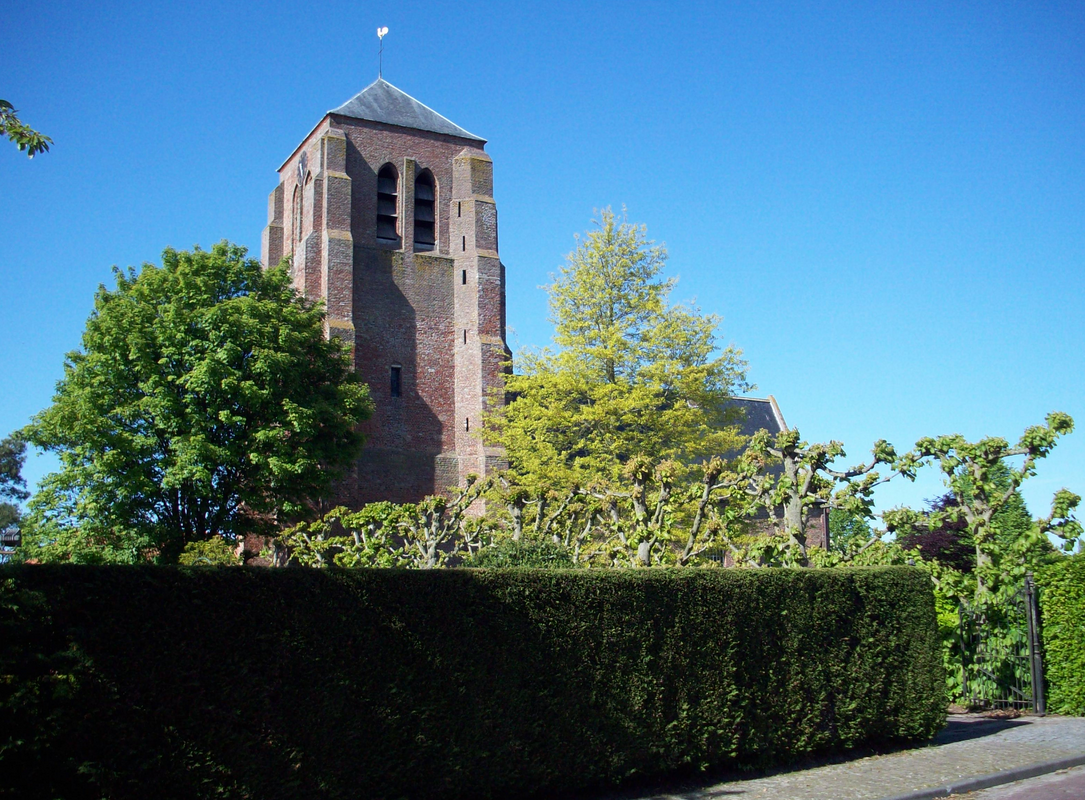
De Peperbusse, « La Poivrière », à Sint-Kruis en mai 2010.

L'église protestante est une vieille église cruciforme dont l'ancienne tour inachevée et une aile ont été conservées. La tour inachevée avec des contreforts angulaires et une pointe émoussée est surnommée « De Peperbusse » (« La Poivrière ») en raison de sa forme particulière. L'église et la tour datent du XIVe siècle. Il s'agit d'un monument national.